# Arhip Mihajlovics Ljulka
Arhip Mihajlovics Ljulka (ukránul és oroszul: Архип Михайлович Люлька; Szavarka, 1908. március 23. – Moszkva, 1984. június 1.) ukrán nemzetiségű szovjet gépészmérnök, akadémikus. A szovjet sugárhajtóművek úttörője, nevéhez fűződik ez első gázturbinás sugárhajtómű megépítése a Szovjetunióban. A második világháború után a vezetésével kifejlesztett hajtóműveknél a nevének kezdőbetűiből eredő AL típusjelzést használják.

## Élete
Az Orosz Birodalomhoz tartozó Ukrajnában, a Kijevi területen található (ma a Bohuszlavi járáshoz tartozó) Szavarka faluban született 1908-ban, szegény paraszti családban. Nyolcan voltak testvérek. Apja, Mihajlo Ivanovics Ljulka ukrán földműves volt, aki részt vett az 1904–1905-ös orosz–japán háborúban. Nyolcéves volt, amikor 1916-ban anyja betegségben elhunyt, majd öt évvel később az apja is meghalt.

### Tanulmányai
A hétosztályos elemi iskolát szülőfalujában végezte el. A polgárháború időszakában a Kijevi Műszaki Főiskola több tanára a faluban talált menedéket. Ljulka ekkor került kapcsolatba kora kiemelkedő kijevi matematikusával, Mihajlo Kravcsukkal, aki megszerettette vele a matematikát. Ljulka ezt követően, 1923-tól Bila Cerkvában ipari technikumban tanult, ahol 1925-ben végzett. Csak másodszori próbálkozásra vették fel a Kijevi Műszaki Főiskola gépészmérnöki karára, ahol 1927-ben kezdhette el a tanulmányait. Mihajlo Kravcsuknál tanult matematikát, aki az egyetem alatt a legnagyobb hatással volt Ljulka tanulmányaira. Egy ideig Kravcsuk nyújtott neki szállást Kijevben. Egyetemi tanulmányait 1931-ben fejezte be. Ezt követően aspiránsként a Harkovi Ipari Energetikai Tudományos Kutatóintézetben végzett tudományos munkát. Aspirantúráját azonban nem fejezte be, helyette a Harkovi Turbinagyárba ment dolgozni, ahol ahol gőzturbinák tervezésével foglalkozott, de már ekkor felkeltették érdeklődését a gázturbinák.
1937-ben a Harkovi Repülési Főiskola (HAI) repülőgép-hajtóművek tanszékére küldték dolgozni. Ljulkában ebben az időszakban érlelődött meg az a felismerés, hogy a nagy sebességű repülésben a sugárhajtóműveké a jövő. A HAI-n egy centrifugálkompresszoros gázturbinás sugárhajtómű, az RTD–1 (RTD – Reaktyivnij turbodvigatyel) tervét dolgozta ki, amely elnyerte a tetszését a főiskola vezetésének és egyes tudományos köröknek is. A Harkovi Turbinagyár azonban szkeptikusan állt hozzá a tervhez, nem támogatta az ötletet, ezért végül a gázturbinás sugárhajtómű nem valósult meg. Ebben az időben már egy kétáramú gázturbinás sugárhajtómű ötletét is kidolgozta, melyre később, 1941 áprilisában szabadalmi bejegyzést is kapott.

### A második világháborús időszak
A harkovi kudarc miatt 1939-ben Ljulka átköltözött Leningrádba, ahol a Kirov Gyárban működő SZKB–1 tervezőirodában egy gázturbinákkal foglalkozó csoport vezetőjévé nevezték ki. A Harkovban (ma: Harkiv) elkezdett tervek alapján a Kirov Gyárban folyt az RD–1 jelű gázturbinás sugárhajtómű fejlesztése. (A gázturbinákkal folytatott fejlesztéseknek több ellenzője is akadt. A repülőgépmotor-tervezésben abban az időben jelentős személyiségnek számító Alekszandr Mikulin például nem egyszer jelentette ki, hogy a dugattyús motorok a 20. században még meg fognak felelni a követelményeknek.) A második világháború kitörése, a Szovjetunió elleni német támadás azonban megakasztotta a fejlesztőmunkát. Leningrád ostroma előtt Ljulka tervezőcsoportját az Urálba evakuálták. A fejlesztés alatt álló RD–1 hajtómű terveinek csak egy részét sikerült kimenekíteni Leningrádból, a maradék rajzokat és a már elkészül alkatrészeket elásták a Kirov Gyár területén. A háború első éveiben Ljulka az akkor harckocsikat gyártó Cseljabinszki Traktorgyárban (CSTZ) dolgozott Zsozef Kotyin és a repülőgép-dízelmotorok fejlesztésén dolgozó Alekszej Csaromszkij mellett.
A szovjet Hadiipari Állami Bizottság a németországi és nagy-britanniai sugárhajtómű-fejlesztések hírére 1943-ban ismét elővette a sugárhajtóművek ötletét. Ljulka vezetésével kezdetben a Szevrdlovi területen található Bilimbaj kisvárosban működött 293. sz. üzemben, majd 1943-tól Moszkvában, a Repülőgép-hajtóművek Központi Intézetében folytatták a munkát a még Leningrádban elkezdett RD–1-gyel. Ljulkát már előtte, 1942 végén repülőgépen visszaküldték Leningrádba a Kirov Gyár területén otthagyott és elásott tervdokumentációért, melyet sikerült megszereznie és kijuttatnia a körülzárt városból. Az RD–1-gyel folytatott munkálatokhoz csatlakozott Mihail Gudkov is, aki egy RD–1 hajtóművel felszerelt LaGG–3 vadászrepülőgép építésén dolgozott.
1944-ben Ljulka kidolgozta az RD–1-en alapuló M–18 típusjelű, később SZ–18-re átnevezett gázturbinás sugárhajtómű terveit, melyet 1944 augusztusára elkészítettek a 165. sz. üzemben. 1945 novemberéig folytattak vele sikeres fékpadi kísérleteket, melyek végére 20 órás élettartamot sikerült elérni.

### A háború utáni időszak
1946. március 30-án Mihail Hrunyicsev repülőgépipari miniszter rendelete alapján Ljulka vezetésével Moszkvában önálló tervezőirodát hoztak létre a 165. sz. üzem mellett, mely az OKB–165 kódszámot kapta (ez ma Ljulka-Szaturn néven működik). Ljulka az SZ–18-ból kiindulva megtervezte és megépítette az első üzemképes, repülőgépen is alkalmazott TR–1 gázturbinás sugárhajtóművet, amely a később külföldről beszerzett és a Szovjetunióban gyártott hajtóművekkel (például Klimov VK–1 hajtóműve) ellentétben teljesen önálló, eredeti fejlesztés eredménye volt.

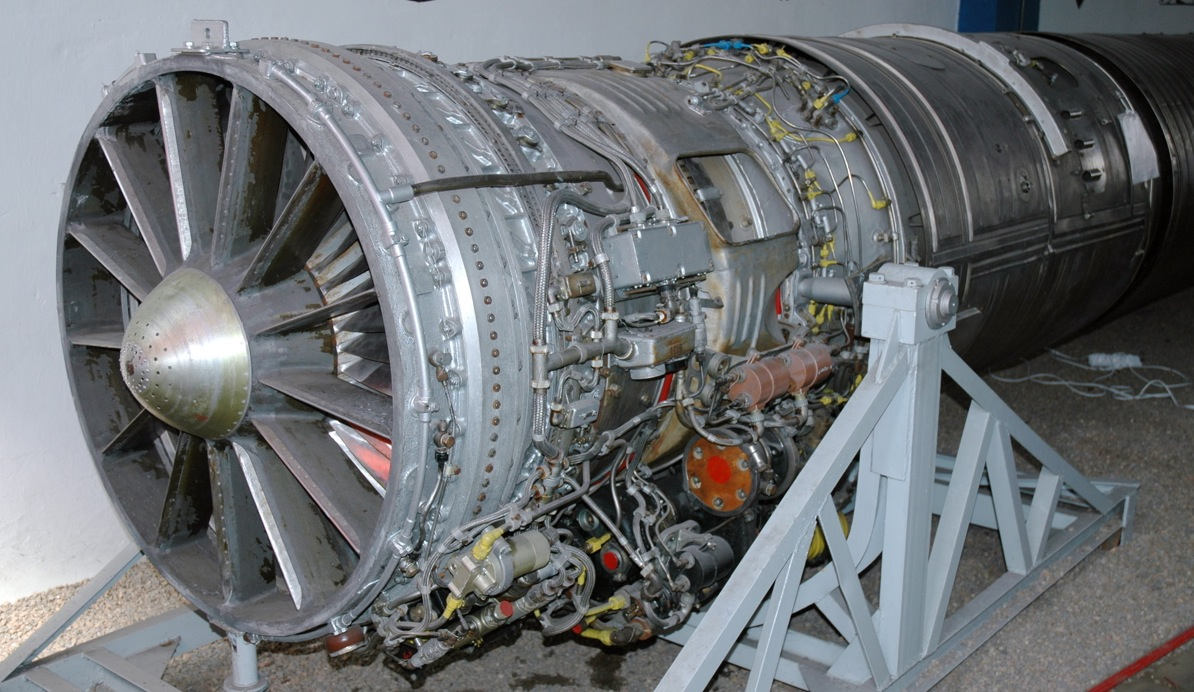
A Ljulka AL–7F gázturbinás sugárhajtómű

A mindössze 20 óra üzemidejű TR–1 hajtómű 1947-ben kapta meg a hatósági bizonyítványt. A TR–1-et először a Szu–11-en, majd az Il–22-n alkalmazták. 1947. május 28-án a Szu–11 a TR–1-gyel 900 km/h-s sebességet ért el. Ezt követték a TR–2 és a 49,2 kN tolóerejű AL–5 hajtóművek, az 1950-es évek közepére pedig ezek folytatásaként elkészültek Ljulka első nagy sorozatban gyártott hajtóműve, a 98 kN tolóerejű TR–7 (később AL–7) és ennek változatai.
1950-től 1960-ig a Moszkvai Repülési Főiskolán is oktatott. Az ötvenes évek közepén Ljulka tervezőirodájába olvasztották Klimov OKB–45 jelű, szintén repülőgép-hajtóművekkel foglalkozó tervezőirodáját is.
1955-ben megbízták Ljulka tervezőirodáját a Vlagyimir Mjasziscsev vezetésével tervezett atommeghajtású stratégiai bombázóhoz szánt nukleáris sugárhajtómű kifejlesztésével. Az MT–35 kódjelű nukleáris hajtómű fejlesztése a Kurcsatov Intézettel együttműködve folyt, a munkába bekapcsolódott Msztyiszlav Keldis akadémikus is. A felmerült műszaki nehézségek miatt azonban a tervet feladták.
1959–1975 között a Ljulka vezette tervezőirodában folyt a D–57 kirogén rakétahajtómű fejlesztése, amelyet eredetileg az N1 holdrakétához szántak.
Az 1960-as, 1970-es években az AL–21 hajtómű és változatai készültek, melyeket még napjainkban is gyártanak. Ljulka hajtóműveit számos repülőgépen használták, de a Ljulka-hajtóművek neve leginkább a Szuhoj-repülőgépekkel forrt össze.

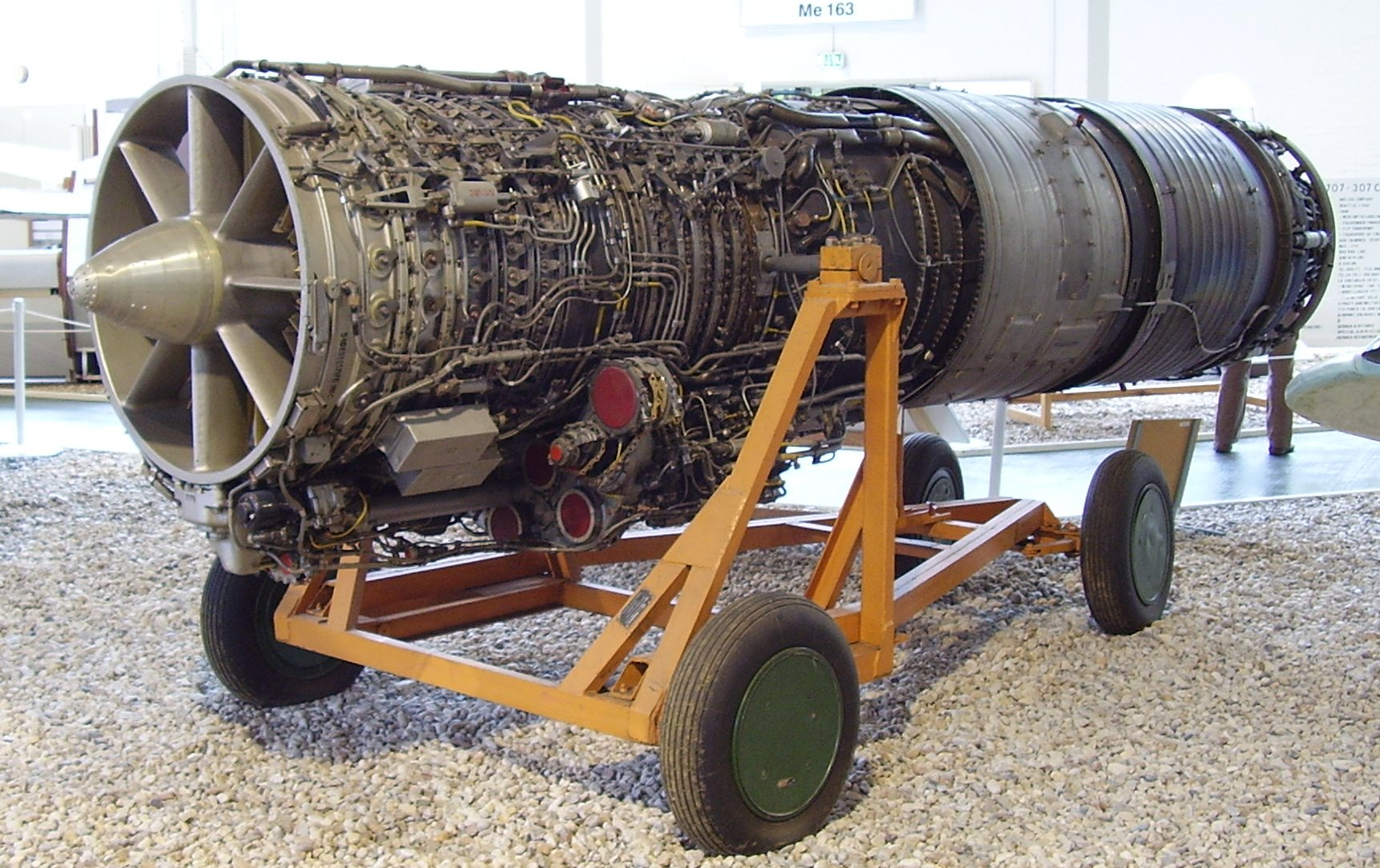
A Ljulka AL–21F3 gázturbinás sugárhajtómű

Ljulka 1968-ban lett tagja a Szovjet Tudományos Akadémiának. 1969-től, Borisz Sztyecskin halála után ő vezette az akadémia gázturbinákkal foglalkozó bizottságát.
Az 1970-es években kezdett el foglalkozni régi ötlete, a kétáramú gázturbinás sugárhajtómű gyakorlati megvalósításával. Csak több mint 30 évvel az ötlete után, 1973-ban készült el Ljulka első kétáramú gázturbinás hajtóműve, az AL–31F, melyet a Szu–27 vadászrepülőgépen alkalmaznak. A hajtómű azonban csak több év fejlesztőmunkája nyomán vált üzemképessé, a fejlesztés kezdeti időszakában komoly műszaki problémák jelentkeztek, mindenekelőtt a nagynyomású kompresszor lapátjainál, valamint az égéstérnél.
1981-ben kezdett hozzá az Enyergija–Buran rendszerhez szánt segédhajtóművek tervezéséhez. A TP–22 az Enyergija hordozórakéta hajtóműveit ellátó üzemanyag-szivattyút működtető turbo-rakétahajtómű, míg az RTVD–14 a Buran űrrepülőgép fedélzeti segéd-rakétahajtóműve volt.
1984-ben hunyt el. Halála után felvette nevét az általa vezetett OKB–165 tervezőiroda, amely később Ljulka-Szaturn néven működött. A tervezőirodát 2001-től az egykori ribinszki 26. sz. motorgyárhoz csatolták, amellyel együtt alkotják az NPO Szaturn vállalatot.

## Magánélete
Felesége, Halina Procak is Ljulka szülőfalujából származik, egykor iskolatársak voltak. Két fia (Vjacseszlav és Volodimir) és egy lánya (Larisza) született, mindegyik tudományos pályára lépett. Ljulka ukrán identitását mindvégig megőrizte, a szovjet időszakban is gyakran használta anyanyelvét.

## Emlékezete
Ljulka nevét viseli napjainkban a vezető orosz gázturbina-gyártó, az NPO Szaturn vállalat. A gyár területén emlékművet is állítottak Ljulka tiszteletére, az előtte elterülő teret pedig róla nevezték el. Ukrajnai szülőfalujában emlékmúzeumot hoztak létre.

## Hajtóművei

### Gázturbinás sugárhajtóművek
- TR–1, TR–2
- AL–5
- AL–7 (TR–7) és változatai
- AL–21
- AL–31F
- AL–35
- AL–41

### Rakétahajtóművek és segédhajtóművek
- D–57 és D–57M
- RTVD–14
- TP–22